# Misty Copeland

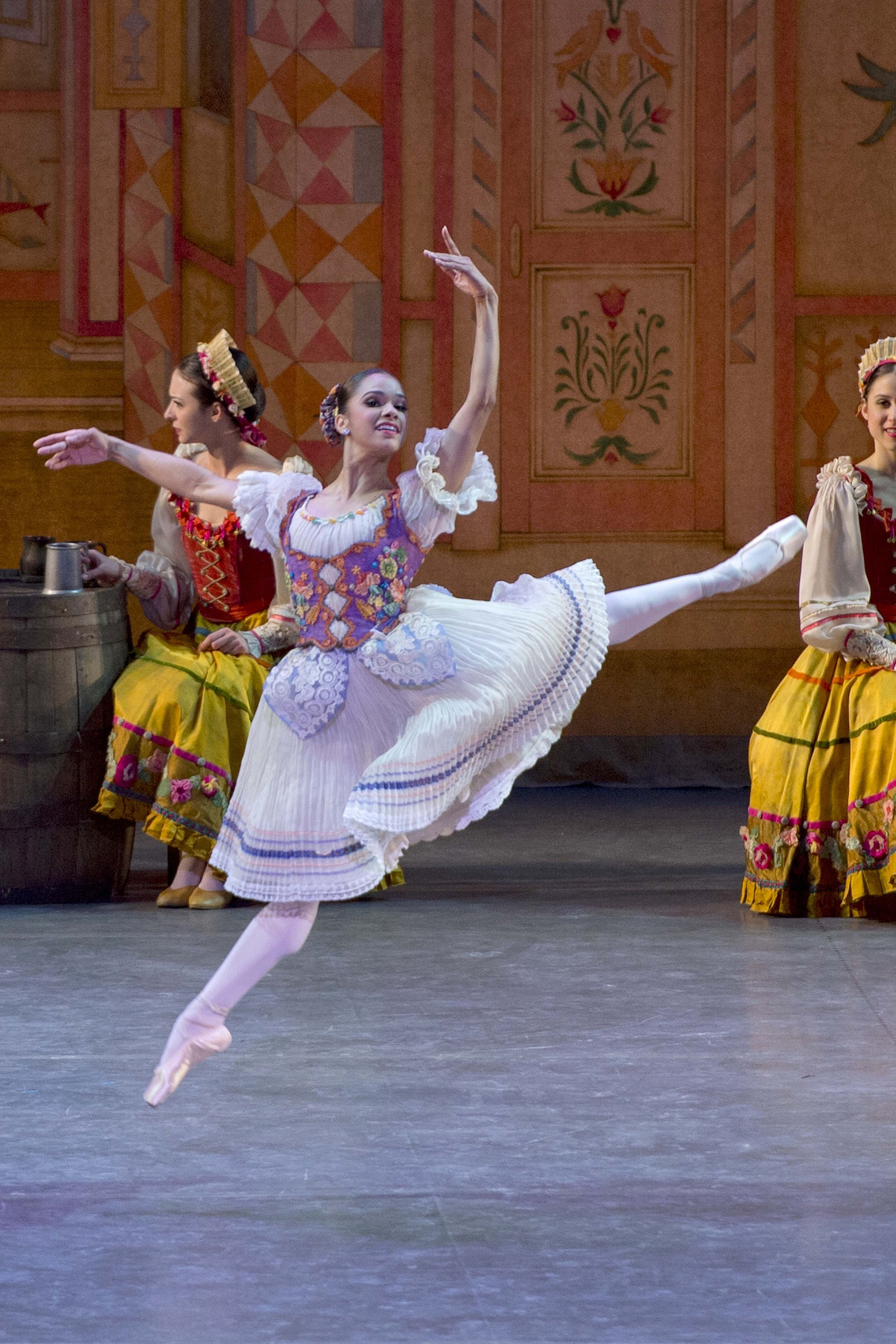
Copeland under en föreställning 2014.

Misty Danielle Copeland, född 10 september 1982 i Kansas City, Missouri, är en amerikansk balettdansös. Hon är anställd vid American Ballet Theatre, som är en av USA:s tre ledande klassiska balletensembler. Den 30 juni 2015 blev Copeland den första kvinnliga, afro-amerikanska premiärdansaren i American Ballet Theatres 75-åriga historia. Samma år rankades hon som en av de 100 mest inflytelserika personerna i världen av tidningen Time.
Copeland ansågs vara ett underbarn och blev framgångsrik trots att hon inte började med balett förrän vid tretton års ålder.
Copeland har också skrivit flera böcker och fått en bok skriven om sig.